# Gabrielle d'Estrées
Gabrielle d'Estrées, ducesă de Beaufort și Verneuil, marchiză de Monceaux (1571–1599) a fost metresa franceză a regelui Henric al IV-lea al Franței. S-a născut la Castelul de la Bourdaisière în Montlouis-sur-Loire.

## Metresa regelui
Gabrielle d'Estrées a devenit metresa regelui Henric la vârsta de douăzeci de ani în 1591. Deși regele era căsătorit cu Margareta de Valois, Henric și Gabrielle erau foarte afectuoși unul cu celălalt în public.
Gabrielle l-a însoțit pe Henric în timpul campaniilor militare ale acestuia. Chiar și atunci când era însărcinată ea insista să locuiască în cortul lui, asigurându-se că hainele lui erau curate, că a mâncat după bătălie, scriind corespondență în timp ce el lupta. Cum era o femeie inteligentă și pratică, Henric îi încredința secretele și îi asculta sfaturile. Când cei doi erau despărțiți, își scriau frecvent scrisori.
Născută catolică, Gabrielle a realizat că cea mai bună modalitate de a încheia războaiele religioase era ca Henric însuși să devină catolic. Recunoscând înțelepciunea argumentului ei, la 25 iulie 1593 Henric a renunțat la protestantism. Acest lucru a permis ca el să fie încoronat ca rege al Franței la 27 februarie 1594. Ca o recompensă, Henric a aranjat ca mariajul Gabriellei să fie anulat și i-a oferit titlul de marchiză de Monceaux și cel de metresă oficială a regelui Franței.
În anii care au succedat, Gabrielle a devenit cel mai bun diplomat a lui Henric. În martie 1596, Henric a dăruit atât Gabriellei cât și surorii sale Catherina câte un set de chei de aur prin care le dădea locuri în consiliul său. Acest cadou a încântat-o atât de mult pe Gabrielle încât ea a purtat cheile legate de un lănțișor la gâtul său.
Avidă călăreață, ea și Henric se bucurau de vânătoare în localitățile din jurul Parisului. Timp de șapte ani ea a avut rol de soție, i-a dăruit lui Henric trei copii iar el i-a acordat titlul de ducesă de Beaufort în 1597.
La scurt timp, în 1598, Henric a semnat Edictul de la Nantes, prin care asigura libertatea religiei protestante hughenote în Franța.

## Decesul
După ce Papa Clement al VIII-lea a anulat căsătoria lui Henric cu Margareta de Valois dându-i autorizarea să se recăsătorească, în martie 1599 Henric i-a oferit metresei sale inelul său de încoronare. Gabrielle sigură că nunta va avea loc curând a declarat "Numai Dumnezeu sau moartea regelui ar putea pune capăt norocului meu".
Câteva zile mai târziu, la începutul lunii aprilie, ea a suferit un atac de eclampsie și a avortat. Când a primit vești legate boala ei, regele era la Castelul Fontainebleau. A doua zi, la 10 aprilie 1599 în timp ce Henric era în drum spre ea, Gabrielle a murit la Paris.